# Les Chevaliers du Zodiaque : La Légende d'or
Les Chevaliers du Zodiaque : La Légende d'or est le premier jeu vidéo basé sur l'univers du manga Saint Seiya par Bandai pour la console Nintendo Entertainment System. Il s'agit en fait d'une adaptation en français (menu du jeu et dialogues des personnages) du titre Saint Seiya: Ōgon Densetsu (聖闘士星矢　黄金伝説) paru au Japon sur Famicom en 1987.
Au Japon, le jeu a connu une suite intitulée Saint Seiya: Ōgon Densetsu Kanketsu Hen (聖闘士星矢 黄金伝説完結編) sur Famicom en 1988. Les deux titres ont ensuite été réunis dans la compilation Saint Seiya: Ōgon Densetsu Hen Perfect Edition (聖闘士星矢 黄金伝説編 Perfect Edition) sur WonderSwan en 2003.

## Scénario
Le jeu reprend l'arc du Sanctuaire mais la fin ne correspond pas aux derniers épisodes car le jeu japonais est sorti en pleine production du manga qui prenait fin en 1989, 2 ans après la sortie du jeu. Des chevaliers d'or sont donc absents et le Grand Pope n'a pas la même identité. Cela ne sera plus le cas sur WonderSwan.

## Système de jeu
Le jeu propose un mode « histoire » et un mode « versus » dans la version japonaise.
Le mode histoire retrace l'histoire de la partie Sanctuaire de la série télévisée. Le jeu se compose de phases d'exploration en scrolling horizontal, où les combats se déroulent à la manière beat them all, et les combats contre les autres chevaliers en tour par tour. Ces combats utilisent un système de cosmos qu'il faut attribuer à son attaque et sa défense à chaque tour, pour infliger plus de dégâts ou réduire les dommages reçus, le cosmos étant en quantité limitée.
Le mode versus propose d'incarner Seiya dans une série de combats au tour par tour, contre des adversaires de plus en plus puissants.

## Accueil
Pour Player One, Les Chevaliers du Zodiaque est un « bon petit jeu d'arcade-aventure à la réalisation honnête » qui manque d'innovation mais plaira aux fans de la série.

## Dans la culture populaire
Ce jeu est, avec le jeu vidéo Tintin au Tibet, l'un des jeux testés dans les deux premiers épisodes de l'émission humoristique de tests de jeux vidéo rétro Joueur du Grenier, publiés simultanément le 30 septembre 2009.